# Lulia
Lulia là một chi thực vật có hoa trong họ Cúc (Asteraceae).

## Loài
Chi Lulia gồm các loài: